# کیرش

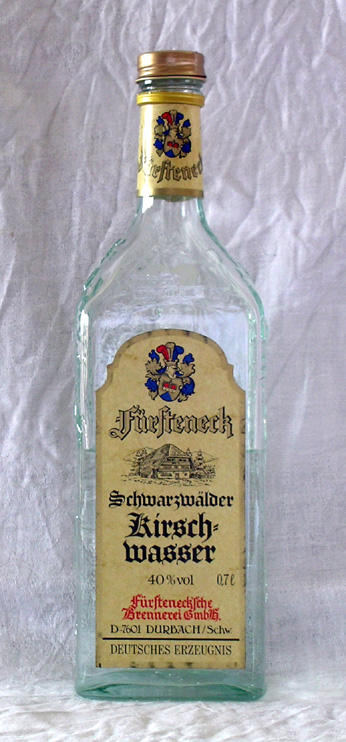
کیرش

کیرش (به آلمانی: Kirschwasser) یکی از نوشیدنی‌های الکلی با منشأ آلمانی است. کیرش یک نوع براندی میوه‌ای با طعم گیلاس است.